# Liste der Monuments historiques in Altwiller
Die Liste der Monuments historiques in Altwiller führt die Monuments historiques in der französischen Gemeinde Altwiller auf.

## Liste der Bauwerke
| Bezeichnung              | Beschreibung                                   | Standort | Kennzeichnung | Schutzstatus | Datum | Bild |
| ------------------------ | ---------------------------------------------- | -------- | ------------- | ------------ | ----- | ---- |
| Domaine de Bonnefontaine | Schloss, 1818 bis 1822, Quellpavillon und Park | (Lage)   | PA00085292    | Inscrit      | 1991  |      |